# Pavel Durov
Pavel Valerjevič Durov (rusky Па́вел Вале́рьевич Ду́ров nebo také Paul du Rove - od roku 2021, * 10. října 1984 Petrohrad) je francouzsko-ruský podnikatel a programátor, tvůrce sociální sítě VK (VKontaktě) a komunikační platformy Telegram, často označovaný za vizionáře. Po dlouhodobých neshodách s ruskými orgány, které nakonec vyústily ve ztrátu kontroly nad sítí VK, opustil v roce 2014 Rusko a získal občanství karibského státu Svatý Kryštof a Nevis. Žije v Dubaji. Od roku 2021 má také občanství Spojených arabských emirátů a Francie. 24. srpna 2024 byl zatčen na pařížském letišti Le Bourget.

## Život

### Do roku 2014
Narodil se v tehdejším Leningradu, část dětství strávil v italském Turíně. Už během studií filologie na Petrohradské státní univerzitě vytvořil svou první sociální síť, fórum pro studenty a učitele. Krátce po ukončení studia vytvořil společně se svým bratrem Nikolajem a spolužákem Vjačeslavem Mirilašvilim první beta verzi sociální sítě VKontaktě. Počet uživatelů sítě rychle rostl a samotný Durov začal být kvůli paralelám se vznikem Facebooku označován jako „ruský Zuckerberg“.
V roce 2011 započaly Durovovy neshody s ruskými státními orgány. V tomto roce odmítl žádost bezpečnostní služby FSB o zablokování profilů některých představitelů opozice na síti VKontaktě, a rovněž tak skupin, prostřednictvím kterých se organizovali účastníci tehdejších masivních povolebních protestů. V roce 2012 byl obviněn z trestného činu, ale obvinění bylo později staženo. Ve stejném roce proběhla i série transakcí, při nichž většina akcií sociální sítě přešla z původních spolumajitelů na osoby blízké představitelům vlády. V prosinci 2013 prodal svých 12 % akcií i samotný Durov; tyto akcie posléze přešly do vlastnictví prorežimní společnosti Mail.ru a Durov pak začal tvrdit, že byl k transakci donucen FSB.
V roce 2014 oznámil odchod z vedení VKontaktě, nicméně už o tři dny později svou rezignaci stáhl. Po měsíci se nicméně z médií dozvěděl, že byl (v souladu s ruskými zákony) propuštěn, protože firmě údajně nebylo doručeno zpětvzetí jeho rezignace; tyto události údajně souvisely s jeho nedávným odmítnutím vydání uživatelských dat vůdců ukrajinského Euromajdanu. Podle samotného Durova se jednalo o nepřátelské převzetí společnosti osobami napojenými na režim prezidenta Vladimira Putina.

### Po odchodu z Ruska
Krátce po ztrátě VK Durov opustil Rusko a začal se kriticky vyjadřovat o tamních poměrech. Podle svých slov byl na něj ze strany státních orgánů opakovaně vyvíjen tlak, včetně žádostí o mazání příspěvků odsuzujících ruskou anexi Krymu nebo zablokování profilu opozičníka Alexeje Navalného. Po odchodu z Ruska získal občanství malého karibského státu Svatý Kryštof a Nevis a urychlil vývoj komunikační aplikace Telegram, na níž začal společně s bratrem pracovat již v Rusku. Počet jejích uživatelů velmi rychle vzrostl a od roku 2017 tak začala i „nová“ Durovova služba čelit tlaku ruských úřadů. Ve stejném roce začal v Rusku platit zákon, podle nějž se majitelé internetových komunikačních nástrojů musí v zemi registrovat a poskytnout místním tajným službám šifrovací klíč služeb. To Durov odmítl, což vedlo k soudnímu sporu a posléze (od dubna 2018) k zákazu, resp. rozsáhlému blokování služby v Rusku, týkajícího se více než 15 milionů IP adres. Sám Durov vývoj Telegramu i nadále financuje a podle vlastního vyjádření jej nikdy nehodlá prodat.
Po opuštění Ruska se přestěhoval do Dubaje, kam přesunul i sídlo Telegramu. V letech 2015 až 2017 do Ruska běžně cestoval, jeho hranice překročil více než 40krát. V roce 2020 blokování Telegramu v Rusku skončilo. V roce 2021 Durov získal občanství Spojených arabských emirátů a Francie. V srpnu 2024 se v Ázerbájdžánu údajně neúspěšně pokusil setkat v ruským prezidentem Vladimirem Putinem, který tam byl na státní návštěvě. Při návratu byl 24. srpna při výstupu ze svého soukromého letadla zatčen na pařížském letišti Le Bourget. Zatykač na něj francouzské úřady již dříve vydaly pro absenci moderace obsahu na Telegramu, čímž se měl stát spolupachatelem řady trestných činů (pedofilie, obchod s drogami, podvody). 28. srpna mu bylo sděleno obvinění a z vazby byl propuštěn na kauci 5 mil. eur. Musí se také dvakrát týdně hlásit na policejní stanici a má zákaz opustit francouzské území. Podle francouzských médií bylo také zahájeno jeho vyšetřování v souvislosti s jeho konflikty se synem, které se měly odehrát v letech 2020 a 2021 v Paříži.
Durov je rozvedený, s bývalou manželkou Darjou Bondarenko má dceru Alinu (* 2009) a syna Michaila (* 2010). Další tři děti má s Irinou Bolgar. V roce 2024 uvedl, že jako dárce spermatu je otcem více než 100 dětí ve 12 státech.
Durovovo jmění bylo v roce 2024 odhadováno na 15,5 miliardy dolarů.

### Zatčení Pavla Durova v Paříži
V sobotu 24. srpna 2024, na pařížském letišti Le Bourget byl Durov zatčen. Zatykač na něj francouzské úřady již dříve vydaly pro absenci moderace obsahu na Telegramu, hrozí mu 20 let.
Proti zadržení podnikatele se vyslovila řada veřejných osobností, včetně Elona Muska, Tuckera Carlsona, Vitalika Buterina, Edwarda Snowdena a mnoha dalších. Nazvali to ostudou a omezením svobody projevu. Tým Telegramu to komentoval slovy: „Durov nemá co skrývat a často cestuje po Evropě. Je absurdní tvrdit, že platforma nebo její vlastník je zodpovědný za zneužití této platformy“.